# خزعل رحيم
خزعل رحيم هو حارس مرمى عراقي سابق، لعب لفريق الحرس الملكي، ومثل المنتخب العراقي لكرة القدم في أول مشاركة خارجية له سنة 1951 في تركيا.
كما مثل المنتخب العسكري العراقي في مباراته أمام نظيره الباكستاني في مباراة أقيمت في بغداد سنة 1950.